# Hemidactylus leschenaultii
Hemidactylus leschenaultii este o specie de șopârle din genul Hemidactylus, familia Gekkonidae, descrisă de Auguste Henri André Duméril și Bibron 1836. Conform Catalogue of Life specia Hemidactylus leschenaultii nu are subspecii cunoscute. Această specie este endemică în sudul Asiei și în unele zone din vestul Asiei. Este întâlnită frecvent în locuințe. Numele său științific îi aduce un omagiu botanistului francez Jean Baptiste Leschenault de la Tour.

## Descriere
H. leschenaultii prezintă următoarele caracteristici: botul mai lung decât distanța dintre ochi și orificiul auricular, de 1,33 până la 1,40 ori diametrul orbitei; fruntea concavă, cu crestele supraorbitale proeminente la exemplarele adulte; orificiul auricular relativ mare, oval, vertical. Corpul și membrele de dimensiune moderată. O pliură ușoară a pielii pe lateralul abdomenului, de la axilă la inghin. Degete libere, puternic dilatate, degetul intern bine dezvoltat; 6 sau 7 (rar 5) lamele sub degetele interne, 9 până la 11 sub cele mediane. Capul acoperit cu granule minuscule posterior, cu altele mai mari anterior; rostrul pătrat, cu o crăpătură mediană superioară; narina perforată între rostral, trei nazale și, în general, prima labială; 10 până la 12 labiale superioare și 8 sau 9 inferioare; mental mare, triunghiular sau pentagonal; două perechi de scuturi mentale, cea internă mai mare și în contact în spatele mentalului. Suprafața dorsală a corpului acoperită cu granule mici, uniforme sau amestecate cu tuberculi rotunzi dispersați, mai mult sau mai puțin numeroși. Solzii abdominali moderați, cicloizi, imbricați. Masculii prezintă un șir de pori femorali întrerupt în regiunea preanală; 12 până la 16 pori pe fiecare parte. Coada aplatizată, plată dedesubt, acoperită deasupra cu solzi mici, netezi și șase serii longitudinale de tuberculi conici; pe partea ventrală cu un șir median de plăci transvers dilatate.
Partea superioară cenușie, cu marcaje mai închise, formând linii transversale ondulate, pete romboidale pe mijlocul spatelui sau dungi longitudinale regulate; o bandă închisă de la ochi la umăr; partea ventrală albă.
Lungimea de la bot la cloacă 8,1 cm; lungimea cozii 8,3 cm.

## Răspândire geografică
H. leschenaultii se întâlnește în sudul Indiei, Sri Lanka, Pakistan și Oman.
Localitate tip: Ceylon.